# تجارب التغذية للأمم الأولى
كانت تجارب التغذية للأمم الأولى عبارة عن سلسلة من التجارب التي أجرتها وزارة المعاشات والصحة الوطنية (الآن وزارة الصحة الكندية) في كندا في أربعينيات وخمسينيات القرن الماضي. تضمنت التجارب مجتمعات معزولة فقيرة بالمغذيات مثل تلك الموجودة في The Pas وNorway House في شمال مانيتوبا وفي المدارس السكنية وتم تصميمها لاكتشاف الأهمية النسبية والمستويات المثلى للفيتامينات المكتشفة حديثا. وصف كالجاري هيرالد الوفيات المرتبطة بالتجارب بأنها «إبادة جماعية».